# Collegio plurinominale Sicilia 2 - 02 (2020)
Il collegio elettorale plurinominale Sicilia 2 - 02 è un collegio elettorale plurinominale della Repubblica italiana per l'elezione della Camera dei deputati.

## Territorio
Come previsto dalla legge n. 51 del 27 maggio 2019, il collegio è stato definito tramite decreto legislativo all'interno della circoscrizione Sicilia 2.
Il collegio comprende la zona definita dai due collegi uninominali Sicilia 2 - 02 (Catania) e Sicilia 2 - 03 (Acireale) quindi parte del territorio della città metropolitana di Catania, incluso il capoluogo e tutta l’area del Parco dell'Etna, per un totale di 43 comuni.

## XIX legislatura

### Risultati elettorali
- Dati relativi a 952 sezioni su 953.

|                               | Fratelli d'Italia                                       | 90 773  | 21,77 | 1 | 160 962 | 38,60 | 2 |  |  |
|                               | Forza Italia                                            | 44 307  | 10,63 | 1 | 160 962 | 38,60 | 2 |  |  |
|                               | Lega per Salvini Premier                                | 23 710  | 5,69  | 1 | 160 962 | 38,60 | 2 |  |  |
|                               | Noi Moderati                                            | 2 172   | 0,52  | – | 160 962 | 38,60 | 2 |  |  |
|                               | Movimento 5 Stelle                                      | 117 092 | 28,08 | 1 | 117 092 | 28,08 | – |  |  |
|                               | Partito Democratico - Italia Democratica e Progressista | 39 869  | 9,56  | – | 60 085  | 14,41 | – |  |  |
|                               | Alleanza Verdi e Sinistra                               | 9 638   | 2,31  | – | 60 085  | 14,41 | – |  |  |
|                               | +Europa                                                 | 7 733   | 1,85  | – | 60 085  | 14,41 | – |  |  |
|                               | Impegno Civico – Centro Democratico                     | 2 845   | 0,68  | – | 60 085  | 14,41 | – |  |  |
|                               | Sud chiama Nord                                         | 39 416  | 9,45  | – | 39 416  | 9,45  | – |  |  |
|                               | Azione - Italia Viva                                    | 20 872  | 5,01  | 1 | 20 872  | 5,01  | – |  |  |
|                               | Italexit                                                | 7 142   | 1,71  | – | 7 142   | 1,71  | – |  |  |
|                               | Italia Sovrana e Popolare                               | 4 443   | 1,07  | – | 4 443   | 1,07  | – |  |  |
|                               | Unione Popolare                                         | 4 265   | 1,02  | – | 4 265   | 1,02  | – |  |  |
|                               | Vita                                                    | 2 689   | 0,64  | – | 2 689   | 0,64  | – |  |  |
| Totale                        | Totale                                                  | 416 966 | 100   | 5 | 416 966 | 100   | 2 |  |  |
|                               |                                                         |         |       |   |         |       |   |  |  |
| Voti non validi               | Voti non validi                                         | 28 918  | 6,49  |   |         |       |   |  |  |
| Votanti                       | Votanti                                                 | 445 884 | 58,35 |   |         |       |   |  |  |
| Elettori                      | Elettori                                                | 764 201 |       |   |         |       |   |  |  |
|                               |                                                         |         |       |   |         |       |   |  |  |
| Data: 25 settembre 2022       |                                                         |         |       |   |         |       |   |  |  |
| Fonte: Ministero dell'interno |                                                         |         |       |   |         |       |   |  |  |

### Eletti

#### Eletti nei collegi uninominali
Eletti nella coalizione di centro-destra (FdI - Lega - FI - NM)
| Collegio uninominale | Eletto | Eletto              | Partito           |
| -------------------- | ------ | ------------------- | ----------------- |
| 2. Catania           |        | Valeria Sudano      | Lega              |
| 3. Acireale          |        | Francesco Ciancitto | Fratelli d'Italia |

#### Eletti nella quota proporzionale
| Movimento 5 Stelle | Fratelli d'Italia | Forza Italia       | Lega            | Azione - Italia Viva |
| ------------------ | ----------------- | ------------------ | --------------- | -------------------- |
|                    |                   |                    |                 |                      |
| Luciano Cantone    | Manlio Messina    | Paolo Emilio Russo | Anastasio Carrà | Giuseppe Castiglione |

1. ↑  In data 31.07.2025 aderisce al gruppo misto-NI.
2. ↑  In data 14.05.2024 aderisce al gruppo Forza Italia - PPE.